# Iglesia de Santa Eulalia (Palma de Mallorca)
La Iglesia parroquial de Santa Eulalia es un templo religioso de culto católico bajo la advocación de Eulalia de Barcelona en la ciudad de Palma de Mallorca, en las Islas Baleares, en España. Es Bien de Interés Cultural desde 1931.

## Historia

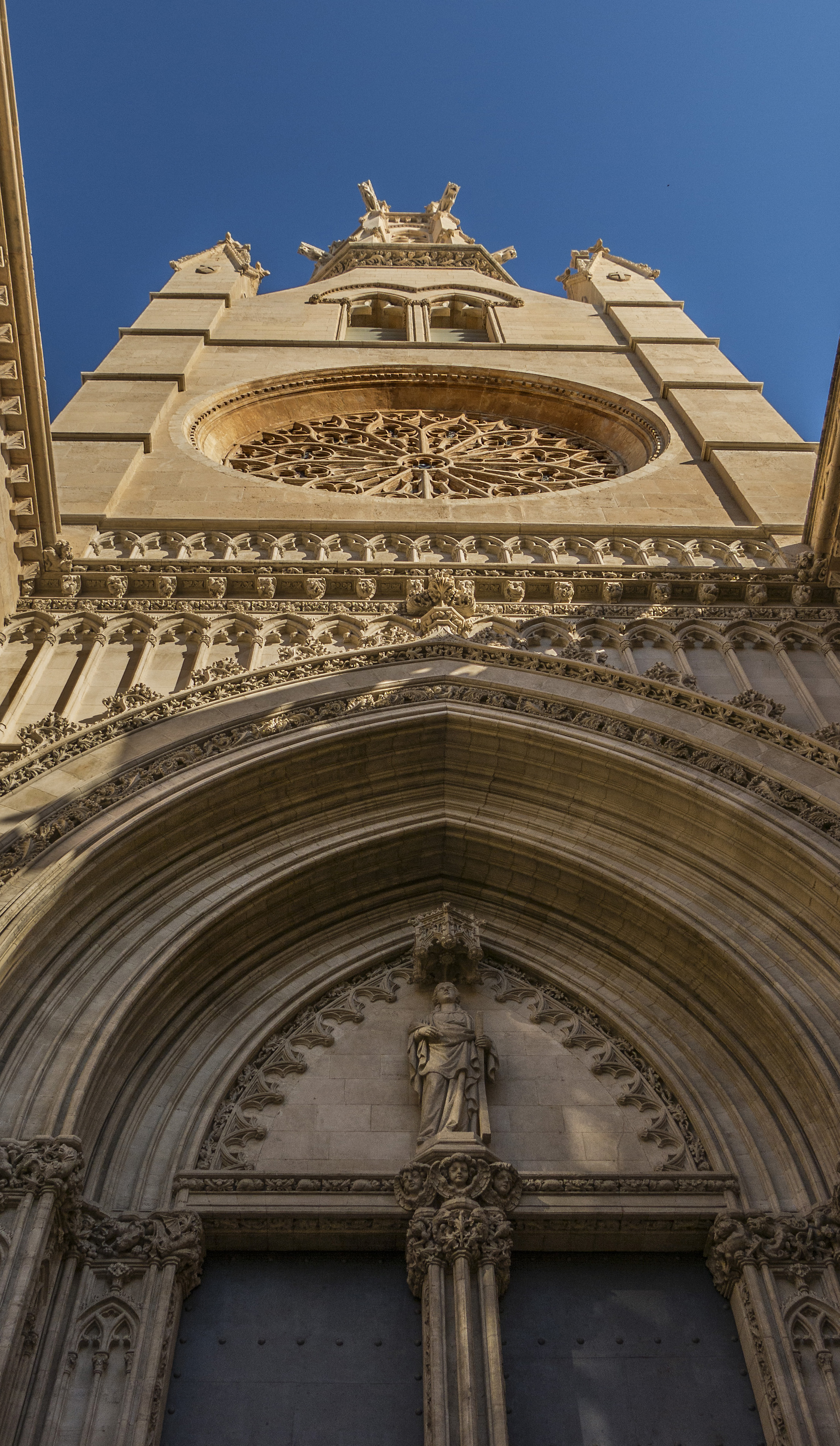
Fachada

Este templo, construido en el siglo X (año 900), es de relevancia histórica dentro del Reino de Mallorca, ya que en ella, fue coronado como rey de Mallorca, Jaime II (hijo del rey Jaime I, soberano de la Corona de Aragón) el 12 de septiembre de 1276, jurando los privilegios y el tratado de franqueza del Reino de Mallorca.   ....

## Descripción
La iglesia consta de tres naves, siendo la central la más alta, con dos puertas de acceso. El campanario, que data del siglo XIX, es de gran altitud y su capitel es puntiagudo.
En el exterior, unas terrazas circundan el templo y muestran gárgolas con imágenes como dragones, arpías, basiliscos,... representativos del bestiario de la Edad Medieval.
En el interior, destaca el altar mayor es de estilo barroco, y es obra del fray dominico Alberto de Burguny, así como las siete capillas en la girola: la del Santo Cristo de la Conquista, de Santa Catalina, de San Luis y la de la Piedad de Cristo.
Desde 2015 esta Iglesia acoge a la Cofradía de Penitentes de Sant Jeroni, desde que se cerró el Convento de Sant Jeroni.